# 酉澤安施
酉澤 安施（、1962年〈昭和37年〉10月14日 ‐ ）は、日本のキャラクターデザイナー・イラストレーターである。青森県出身。

## 来歴
東北工業大学（工業意匠学科：専攻ビジュアルデザイン）卒業後上京。印刷会社勤務を経て、日本テレネット (ゲーム会社)に入社。パソコンゲームのキャラクターデザインやパッケージのイラストを手がける。
その後サミー工業（後のセガサミーホールディングス）AM事業部マーケティング課長を務め、当時酉澤が企画したスーパーファミコン用怪獣シミュレーションゲームでガメラ版権を得るべく自ら大映に赴き、これにより平成ガメラシリーズ第一弾の『ガメラ 大怪獣空中決戦』が映画化されるきっかけにもなった。
大映撮影所で行なわれた映画製作発表会場では、映画の発表の後に同会場で引き続きゲームの制作発表が行なわれ、酉澤が壇上でゲームの記者発表を行なった。
1996年に前社を退社しフリーとなり、ゲームの企画、デザインやイラスト、CM監督や映像の演出と様々な分野で活動していた。
酉澤が演出を行っていた玩具のCMでミニチュアを手掛けていた大澤哲三の縁で、『モスラ3 キングギドラ来襲』のデザインに参加。以後、実写特撮作品に本格的に携わるようになった。
その後、平成以降のゴジラシリーズやウルトラシリーズ、スーパー戦隊シリーズ、牙狼-GARO-シリーズ、仮面ライダーシリーズなどで怪獣・怪人を始めとするキャラクターデザインやコスチュームデザイン絵コンテを手がけ、絵コンテでは数多くの映画に参加している。キャラクターデザイナーとしては、2020年に『仮面ライダーセイバー』へ参加し、日本特撮の怪獣怪人デザインを制覇したと称される。
本人の画集は ホビージャパンより『酉澤安施画集 東宝怪獣大進撃!』が2014年に発売されている。

## 人物・作風
- 地球に存在する怪獣は古代に存在した生物が進化、宇宙に存在する怪獣は地球に存在する怪獣とは異なる進化をしたという独自の怪獣理論の持ち主であり、デザインはそれらを念頭において行うという[9]。
- 怪獣・怪人のデザインでは、ウルトラシリーズでの経験から脚が人間味が一番出ると感じ、『炎神戦隊ゴーオンジャー』の蛮機獣では獣脚を多く用いている[6]。
- 『炎神戦隊ゴーオンジャー』での怪人デザインは酉澤や周囲のスタッフも楽しんでおり、ストレス解消になっていたと述べている[6]。

## 活動

### テレビ
- 2004年 ウルトラQ dark fantasy（イメージボード・絵コンテ・一部キャラクターデザイン）
- 2004年 ウルトラマンネクサス（キャラクターデザイン・イメージボード・絵コンテ・DVDイラスト）
- 2005年 ウルトラマンマックス（キャラクターデザイン・イメージボード・絵コンテ）
- 2006年 ウルトラマンメビウス（キャラクターデザイン・イメージボード・絵コンテ）
- 2007年 怪奇大作戦セカンドファイル（画コンテ・イメージボード・タイトルデザイン）
- 2007年 ULTRASEVEN X（ULTRASEVEN Xデザイン・宇宙船デザイン・イメージボード・絵コンテ・DVDジャケットイラスト）
- 2007年 ウルトラギャラクシー大怪獣バトル（キャラクターデザイン・絵コンテ）
- 2008年 炎神戦隊ゴーオンジャー（キャラクターデザイン、Blu-ray BOX初回特典全巻収納BOXイラスト〈2018年〉）
- 2010年 天装戦隊ゴセイジャー（キャラクターデザイン）
- 2010年 古代少女隊ドグーンV（9話 宇宙母船デザイン）
- 2011年 戦国★男士（顕現イラスト・スカジャン刺繍デザイン）
- 2011年 海賊戦隊ゴーカイジャー（ババッチード、チラカシズキーデザイン）
- 2012年 牙狼＜GARO＞〜MAKAISENKI〜（デザインワークス）
- 2013年 黄金鯱伝説グランスピアー（キャラクターデザイン）
- 2013年 牙狼-GARO- 〜闇を照らす者〜（デザインワークス・絵コンテ）
- 2014年 牙狼-GARO- -魔戒ノ花-（絵コンテ）
- 2014年 仮面ライダー鎧武/ガイム（劇中画・一部小道具デザイン）
- 2015年 牙狼-GARO- -GOLD STORM- 翔（一部ホラーデザイン・DVDイラスト）
- 2017年 絶狼-ZERO- -DRAGON BLOOD-（デザインワークス）
- 2017年 仮面ライダービルド（美術デザイン）
- 2018年 神ノ牙-JINGA-（絵コンテ）
- 2019年 連続ドラマW　盗まれた顔〜ミアタリ捜査班〜（絵コンテ）
- 2020年 GARO -VERSUS ROAD-（絵コンテ）
- 2020年 仮面ライダーセイバー（クリーチャーデザイン）
- 2020年 40万キロかなたの恋（宇宙船デザイン）
- 2021年 SSSS.DYNAZENON（怪獣デザイン）
- 2022年 仮面ライダーリバイス（クリーチャーデザイン）
- 2023年 ドラマ24 初恋、ざらり（フェルトマスコットデザイン＊クレジット記載なし）
- 2023年 金曜ドラマDEEP 秘密を持った少年たち（絵コンテ）
- 2024年 牙狼-GARO- ハガネを継ぐ者（デザインワークス・最終2話絵コンテ）
- 2024年 木曜ドラマ めぐる未来（1話絵コンテ）
- 2024年 新宿野戦病院（タイトルバック絵コンテ）
- 2025年 イグナイト-法の無法者-（絵コンテ）

### 映画
- 1998年 モスラ3 キングギドラ来襲（デザインワークス[注釈 1]）[3][1]
- 1999年 ゴジラ2000 ミレニアム（デザインワークス）[1]
- 2000年 ゴジラ×メガギラス G消滅作戦（Gグラスパー衣裳デザイン[10][注釈 2]）[1]
- 2002年 ゴジラ×メカゴジラ（機龍隊衣裳デザイン[11][1]）[注釈 3]
- 2002年 ウルトラマンコスモス2 THE BLUE PLANET（怪獣デザイン）
- 2003年 ウルトラマンコスモスVSウルトラマンジャスティス THE FINAL BATTLE（怪獣デザイン・絵コンテ）
- 2003年 ゴジラ×モスラ×メカゴジラ 東京SOS（機龍隊衣裳デザイン）[3][1]
- 2004年 ULTRAMAN（ザ・ワンのデザイン／イメージボード／絵コンテ／ポスターイラスト）
- 2005年 あずみ2 Death or Love（絵コンテ）
- 2005年 姑獲鳥の夏（イメージボード／絵コンテ：クレジット記載漏れ）
- 2006年 ウルトラマンメビウス&ウルトラ兄弟（怪獣デザイン）
- 2006年 スケバン刑事 コードネーム=麻宮サキ（コスチューム/ヨーヨーデザイン）
- 2006年 無花果の顔（イメージボード・絵コンテ）
- 2008年 お姉チャンバラ（絵コンテ）
- 2008年 ひゃくはち 〜われら補欠 夢と煩悩のかたまり（絵コンテ）
- 2008年 大決戦!超ウルトラ8兄弟（キャラクターデザイン・イメージボード）
- 2008年 炎神戦隊ゴーオンジャー BUNBUN!BANBAN!劇場BANG!!（キャラクターデザイン）
- 2008年 ゆめまち観音（絵コンテ）
- 2009年 劇場版 炎神戦隊ゴーオンジャーVSゲキレンジャー（キャラクターデザイン）
- 2009年 ジェネラル・ルージュの凱旋（絵コンテ）
- 2010年 侍戦隊シンケンジャーVSゴーオンジャー 銀幕BANG!!（キャラクターデザイン）
- 2010年 天装戦隊ゴセイジャー エピックON THEムービー（キャラクターデザイン／劇中画）
- 2010年 誰かが私にキスをした（絵コンテ）
- 2011年 天装戦隊ゴセイジャーVSシンケンジャー エピックON銀幕（キャラクターデザイン）
- 2011年 電人ザボーガー（シグマ城デザイン）
- 2012年 海賊戦隊ゴーカイジャーVS宇宙刑事ギャバン THE MOVIE（キャラクターデザイン）
- 2012年 ウルトラマンサーガ（コスチューム/宇宙船デザイン／イメージボード／絵コンテ）
- 2012年 荒川アンダーザブリッジ（絵コンテ）
- 2012年 悪の教典（絵コンテ）
- 2012年 今日、恋をはじめます（絵コンテ）
- 2013年 牙狼-GARO- 〜蒼哭ノ魔竜〜（デザインワークス）
- 2013年 牙狼外伝 桃幻の笛（絵コンテ）
- 2014年 ルームメイト（絵コンテ）
- 2014年 魔女の宅急便実写映画（絵コンテ）
- 2014年 絶狼-ZERO- -BLACK BLOOD-（絵コンテ）
- 2014年 アオハライド（絵コンテ）
- 2014年 バンクーバーの朝日（絵コンテ）
- 2015年 牙狼-GARO- -GOLD STORM- 翔（絵コンテ）
- 2015年 媚空 -ビクウ-（絵コンテ／デザインワークス）
- 2016年 エヴェレスト 神々の山嶺（絵コンテ）
- 2016年 幸福のアリバイ〜Picture〜（絵コンテ）
- 2017年 恋妻家宮本（絵コンテ）
- 2017年 ハルチカ（絵コンテ）
- 2017年 氷菓（絵コンテ）
- 2017年 仮面ライダー平成ジェネレーションズ FINAL ビルド&エグゼイドwithレジェンドライダー（美術デザイン）
- 2018年 牙狼〈GARO〉 神ノ牙-KAMINOKIBA-（デザインワークス：クレジット記載漏れ／絵コンテ）
- 2018年 曇天に笑う実写映画（絵コンテ）
- 2018年 去年の冬、きみと別れ（絵コンテ）
- 2018年 いぬやしき（絵コンテ）
- 2018年 BLEACH 死神代行篇（絵コンテ）
- 2018年 劇場版 仮面ライダービルド Be The One（美術デザイン）
- 2019年 きばいやんせ!私（絵コンテ）
- 2019年 ザ・ファブル実写映画（絵コンテ）
- 2020年 一度死んでみた（絵コンテ）
- 2020年 アンダードッグ（絵コンテ）
- 2020年 滝沢歌舞伎 ZERO 2020 The Movie（絵コンテ）
- 2020年 約束のネバーランド実写映画（絵コンテ）
- 2020年 日本独立（イメージボード）
- 2021年 ザ・ファブル 殺さない殺し屋（絵コンテ／イメージボード）
- 2021年 セイバー+ゼンカイジャー スーパーヒーロー戦記（クリーチャーデザイン）
- 2021年 CUBE 一度入ったら、最後（絵コンテ）
- 2022年 大怪獣のあとしまつ（絵コンテ）
- 2022年 沈黙のパレード（絵コンテ）
- 2022年 それがいる森（宇宙人デザイン／絵コンテ）
- 2023年 劇場総集編 SSSS.DYNAZENON（怪獣デザイン）
- 2023年 劇場版TOKYO MER〜走る緊急救命室〜（絵コンテ）
- 2023年 禁じられた遊び (小説)（特殊メイクデザイン：クレジット記載漏れ／絵コンテ）
- 2024年 変な家（仮面デザイン／絵コンテ）
- 2024年 帰ってきた あぶない刑事（絵コンテ）
- 2024年 告白 CONFESSION (漫画)実写映画（絵コンテ）
- 2024年 赤羽骨子のボディガード実写映画（絵コンテ）
- 2024年 スマホを落としただけなのに 〜最終章〜 ファイナル ハッキング ゲーム（絵コンテ：クレジット記載漏れ）
- 2024年 ふしぎ駄菓子屋 銭天堂実写映画（紅子イメージデザイン／絵コンテ）
- 2025年 ゆきてかへらぬ (映画)（絵コンテ）
- 2025年 おいしくて泣くとき（絵コンテ）
- 2025年 か「」く「」し「」ご「」と「（絵コンテ）
- 2025年 事故物件ゾク 恐い間取り（絵コンテ）
- 2025年 劇場版TOKYO MER〜走る緊急救命室〜南海ミッション（絵コンテ）

### 配信
- 2021年 東映特撮ファンクラブ 萬画 仮面ライダーバスター（クリーチャーデザイン）
- 2022年 Netflix 桜のような僕の恋人（絵コンテ）
- 2022年 東映特撮ファンクラブ 仮面ライダーサーベラ&仮面ライダーデュランダル（クリーチャーデザイン）
- 2023年 プライムビデオ SEE HEAR LOVE 〜見えなくても聞こえなくても愛してる〜（絵コンテ）
- 2023年 プライムビデオ 次元大介（絵コンテ：クレジット記載漏れ）
- 2024年 プライムビデオ 龍が如く〜Beyond the Game〜（絵コンテ）
- 2025年 Netflix グラスハート（3話絵コンテ）

### オリジナルビデオ
- 2006年 ウルトラマンメビウス外伝 ヒカリサーガ（WEB配信キャラクターデザイン／絵コンテ）
- 2008年 ウルトラマンメビウス外伝 アーマードダークネス（DVDキャラクターデザイン／絵コンテ）
- 2009年 ウルトラマンメビウス外伝 ゴーストリバース（DVD絵コンテ）
- 2011年 帰ってきた天装戦隊ゴセイジャー last epic（DVDキャラクターデザイン）
- 2011年 ウルトラマンゼロ外伝 キラー ザ ビートスター（DVD一部デザイン／イメージボード／絵コンテ）
- 2018年 炎神戦隊ゴーオンジャー 10 YEARS GRANDPRIX（キャラクターデザイン）

### コンピュータゲーム
- 1987年 デジタル・デビル物語 女神転生（ゲームキャラクターデザイン）
- 2002年 ギルティギアXX（ゲーム絵コンテ）
- 2006年 龍が如く（ゲーム絵コンテ）
- 2006年 かまいたちの夜3（ゲーム絵コンテ）
- 2006年 プレイムービーシリーズ DXウルトラコクピット（玩具DVDボス怪獣デザイン／絵コンテ）
- 2007年 ガンダム無双（ゲーム絵コンテ）
- 2013年 大怪獣ラッシュ ウルトラフロンティア（カードゲームキャラクターデザイン）
- ゲーム：パッケージイラスト＆キャラクターデザイン多数あり

### 玩具関連
- 1989年 ゾイド（暗黒大陸 キャラクター&世界観デザイン／イラスト）
- 1997年 デジタルモンスター （玩具キャラクターデザイン／ドット画）
- 2002年 トランスフォーマー（玩具パッケージイラスト）
- 2007年 大怪獣バトル ULTRA MONSTERS（カードイラスト）
- 2012年 S.H.MonsterArts ゴジラ Comic-Con Explosion（パッケージイラスト／デザイン）
- 2015年 仮面ライダーゴースト（玩具パンフイラスト）

### その他
- 1997年 ウェブキッズ（infoweb)（会報表紙および中面イラスト／Net 漫画／カード等）
- 2001年 進研ゼミ小学講座 チャレンジ1年生（教材誌イラスト/4コマ漫画）
- 2008年 宇宙船 (雑誌)東宝怪獣大進撃（挿絵／文）
- 2008年 小説版 ULTRASEVEN X（挿絵）
- 2009年 ウルトラマンメビウス アンデレスホリゾント（小説全怪獣デザイン挿し絵）
- 2012年 小学館 てれびくん とびだせ!!ウルトラエッグ（連載漫画）
- 2013年〜 CR牙狼-GARO- シリーズ（パチンコ新規キャラクターデザイン／絵コンテ）
- 2014年 酉澤安施画集 東宝怪獣大進撃!（画集）
- 2015年 漫画「銀河帝国興亡史1 ファウンデーション」（SFデザイン）
- 2015年 書籍「モンスターを描く」（キャラクターイラスト／メイキングイラスト）
- 2020年 香取慎吾　20200101　FUTURE WORLD (feat.BiSH)（ミュージックビデオ絵コンテ）
- 2023年【ジョージア】冬の２分ドラマ 「毎日って、けっこうドラマだ。」（絵コンテ）

#### テレビCM 企画・演出
- 「ジターリング」「まんてん先生のベストスクール」「KENWOOD CAR AV SYSTEM VZ907」（企画／演出）
- 「たまごっち オスっち　メスっち」（企画／演出補）
- 「オウバードフォースAfter」（ゲームオープニングCM演出）
- 「DXアクション ウルトラマンダイナ」（AP）
- 「ガメラ ギャオス撃滅作戦」「ガンデック」「実戦パチスロ必勝法2」（企画）

#### ゲーム企画プロデュース
- 「ガメラ ギャオス撃滅作戦」
- 「銀玉親方の実戦パチンコ必勝法」
- 「雀鬼流　麻雀必勝法」
- 「アイドルパズル　エンジェル・パラダイス　シリーズ」
- 「ケロケロけろっぴの一緒に遊ぼう」
- 「ハローキティの一緒に遊ぼう」

#### フルCGアニメ番組（アニマティック演出コンテ）
- コロコロアニマル
- ブタヅカ
- ミッドナイトホラースクール
- のってけエクスプレッツ